# Anthurium tutense
Anthurium tutense är en kallaväxtart som beskrevs av Thomas Bernard Croat. Anthurium tutense ingår i släktet Anthurium och familjen kallaväxter. Inga underarter finns listade.